# Fraternité et unité en politique
Fraternité et unité en politique (en néerlandais : Broederschap en Eenheid in de Politiek abrégé en BEP) est un parti politique surinamais fondé le 29 avril 1973.

## Histoire
Le parti est fondé à l'origine sous le nom de Parti de l'unité des nègres Bush (en néerlandais : Bosnegers Eenheid Partij) afin de représenter la communauté marron dans les régions intérieures du pays. Il prend son nom actuel en 1987. Il se détourne de la défense des intérêts d'une ethnie spécifique, bien qu'il jouisse toujours d'une popularité auprès de la communauté marron.
Le parti ne participe pas aux élections de 1987, du fait de la guerre civile du Suriname rendant difficile l'accès de ses membres à l'intérieur du pays
Lors des élections législatives de 2005, le parti fait partie de la « A-Combination (en) », une alliance composée notamment du Parti général de la libération et du développement (ABOP). L'alliance remporte 8 % des suffrages et cinq des 51 sièges à l'Assemblée nationale.
En 2012, une crise interne secoue le parti. Le parti souhaite quitter l'A-Combination, cependant les députés Diana Pokie (en) et Waldie Adjaiso s'opposent à la proposition provoquant une scission au sein du parti. En avril 2012, le BEP refuse de soutenir la loi d'amnistie qui accordait l'immunité aux suspects dans les massacres de décembre 1982, y compris à Dési Bouterse. En mai 2012, les deux ministres du BEP sont exclus du gouvernement par Bouterse. Caprino Alendy (en), qui présidait le parti depuis 1987, démissionne pour être remplacé par Celsius Waterberg (nl).
En 2018, Ronny Asabina (nl) est élu président du parti. Lors des élections de 2020, le BEP remporte 2 sièges. Il ne se présente que dans 6 des districts et ne s'est pas présenté à Nickerie, Commewijne, Coronie et Saramacca. Le BEP ne fait pas partie de la coalition 2020.

## Résultats électoraux

### Élections législatives
| Élection | Siège  | +/–           | Gouvernement        |
| -------- | ------ | ------------- | ------------------- |
| 1991     | 0 / 51 | en stagnation | Extra-parlementaire |
| 1996     | 0 / 51 | en stagnation | Extra-parlementaire |
| 2000     | 1 / 51 | 1             | Opposition          |
| 2005     | 4 / 51 | 3             | Gouvernement        |
| 2010     | 4 / 51 | en stagnation | Gouvernement        |
| 2015     | 2 / 51 | 2             | Opposition          |
| 2020     | 2 / 51 | en stagnation | Opposition          |